# Kaze ni Mukai Aruku Youni
«Kaze ni Mauki Aruku Youni» es el cuarto sencillo lanzado por la cantante japonesa Hayami Kishimoto en febrero del año 2004

## Canciones
1. Kaze ni Mukai Aruku You ni
2. DOMINO
3. AIR MAIL...
4. Kaze ni Mukai Aruku You ni (Instrumental)

## 4th Ending de Tantei Gakuen Q
La canción Kaze ni Mauki Aruku Youni fue utilizada como 4th Ending (el último ending) del animanga Tantei Gakuen Q producido por TBS Networks y Studio Pierrot, estrenada durante el 2003.